# Лісна (притока Кам'янки)
Лісна (іноді Лісова, рос. Лесная) — річка в Україні, у Березівській та Житомирській громадах Житомирської області, права притока Кам'янки, притоки Тетерева (басейн Дніпра).

## Опис
Річка бере початок між селами Новим Заводом, Рудківкою та Василівкою. Протікає через села Василівка, Бондарці, Давидівка та Барашівка Березівської громади, потім входить до міста Житомир, де впадає до річки Кам'янка на відстані 4,4 км від її гирла.
Довжина річки 26 або 27 км, похил 1,5 м/км, площа басейну 197 або 198 кв. км.
Висота витоку річки — 230 м над р. м.; висота гирла — 190 м над р. м. Падіння річки — 40 м.[джерело?]
Річище слабозвивисте. У верхній та середній течії є ставки.[джерело?]
У низинній місцевості, якою тече річка, утворені заплави, покриті очеретом та осокою.[джерело?]
Річка Лісова є благодатним середовищем для проживання бобрів.[джерело?]

## Притоки
У річки є наступні притоки:
- Вива (ліва) — впадає до Лісної за 18 км від гирла[6], нижче Василівки — протікає через села Гута-Юстинівка та Болярка[7];
- Гниль (ліва) — впадає до Лісної за 14 км від гирла[6] — протікає через села Черемошне, Дубовець та Березівка[7];
- Кам'янка (права) — впадає до Лісної нижче Гнилі, але вище Бондарців — протікає неподалік села Богданівка за маршрутом історичної річки Хинівка.[8]

### Історичні
На картах Шуберта середини 19-го століття позначені наступні притоки Лісної:
- Хмільчик (ліва)[к 2] — неподалік Березівки[9] — нині басейн річки Гнилі[8];
- Хинівка (права)[к 3] — неподалік Богданівки[10][11]: 
  - з правою притокою Бусниця;[12][к 4]
- Крутий (права)[к 3] — неподалік Бондарців[10];
- Жолоби (права)[к 3] — неподалік Барашівки[10].

## Історія
В описі Житомирського староства Житомирського повіту Київського воєводства, складеному у 1789 році, згадується річка Лісна (пол. Leśna), на якій розташовуються села Барашівка та Рудня Барашівка.

### Лісова Кам'янка
На картах Шуберта середини 19-го століття на місці сучасної Лісної позначена річка під назвами Кам'янка (рос. Каменка) та Лісова Кам'янка (рос. Лесная Каменка), що протікає за наступним маршрутом:
- на схід та південний схід через села Гута-Юстинівка, Стара Болярка та хутір Вили[9][к 5] — за маршрутом сучасної Виви, лівої притоки Лісної;[7]
- потім на південний схід через села Вища Кам'янка та Нижча Кам'янка,[9][к 5] що відсутні на новіших картах;[8]
- потім переважно на схід повз хутір Бондарці, хутір Александровського (нині село Давидівка) та село Барашівка [10][к 6] — за маршрутом сучасної Лісної;[8]
- потім переважно на схід через село Рудня[к 7], після чого зливається з річкою Кам'янка у передмісті Житомира.[10][к 8][к 9]

Річка, що утворилася після злиття Лісової Кам'янки та Кам'янки, тече переважно на південь та південний схід через місто Житомир, після чого впадає до річки Тетерів з лівого боку.
Річка Лісова Кам'янка також увійшла до Списку рік Дніпровського басейна Маштакова[ru] 1913 року, як ліва притока Тетерева, окрема від Кам'янки. У списку також значаться її притоки Хмільчик, Хинівка, Крутий та Жолоби.

## Галерея

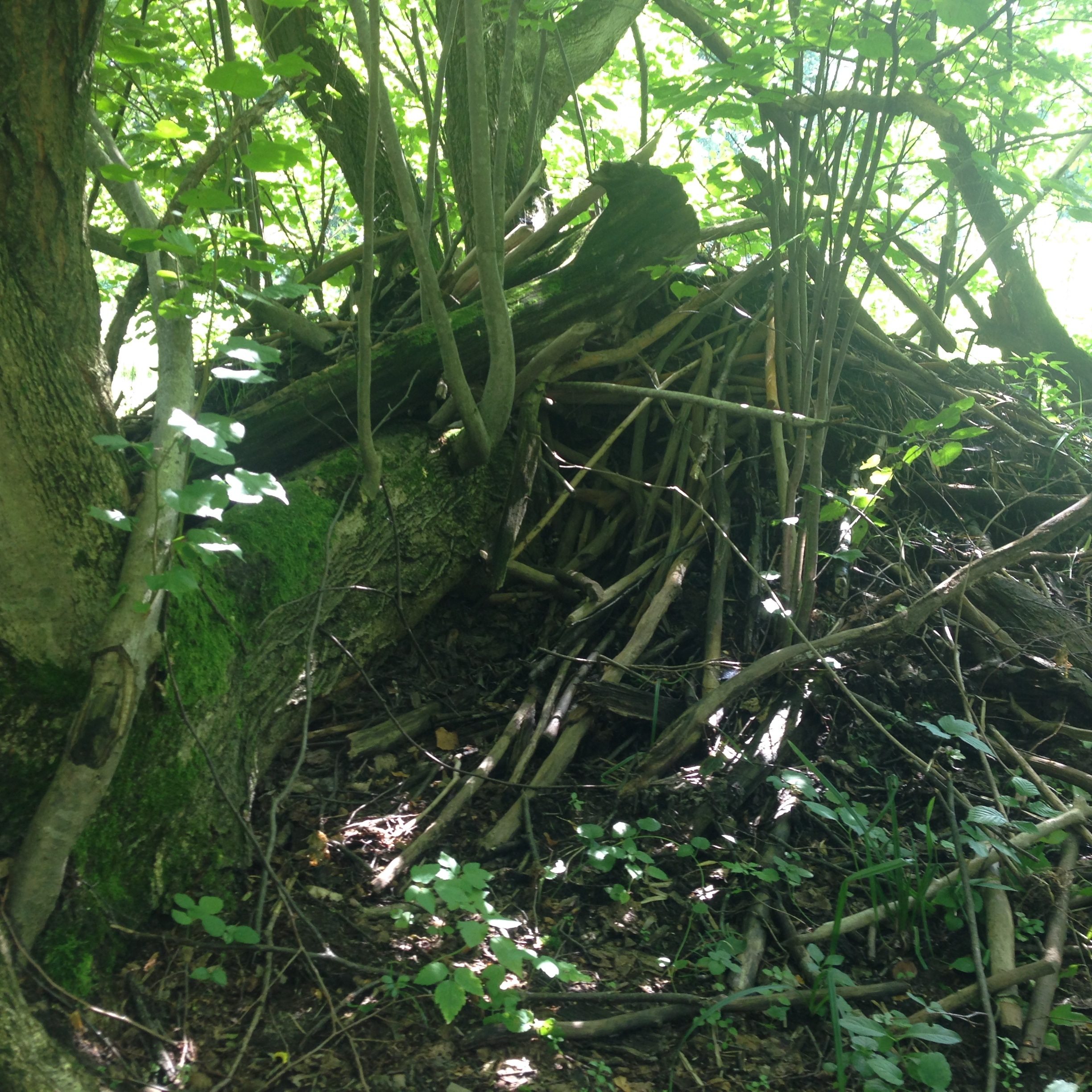
Боброва хатинка
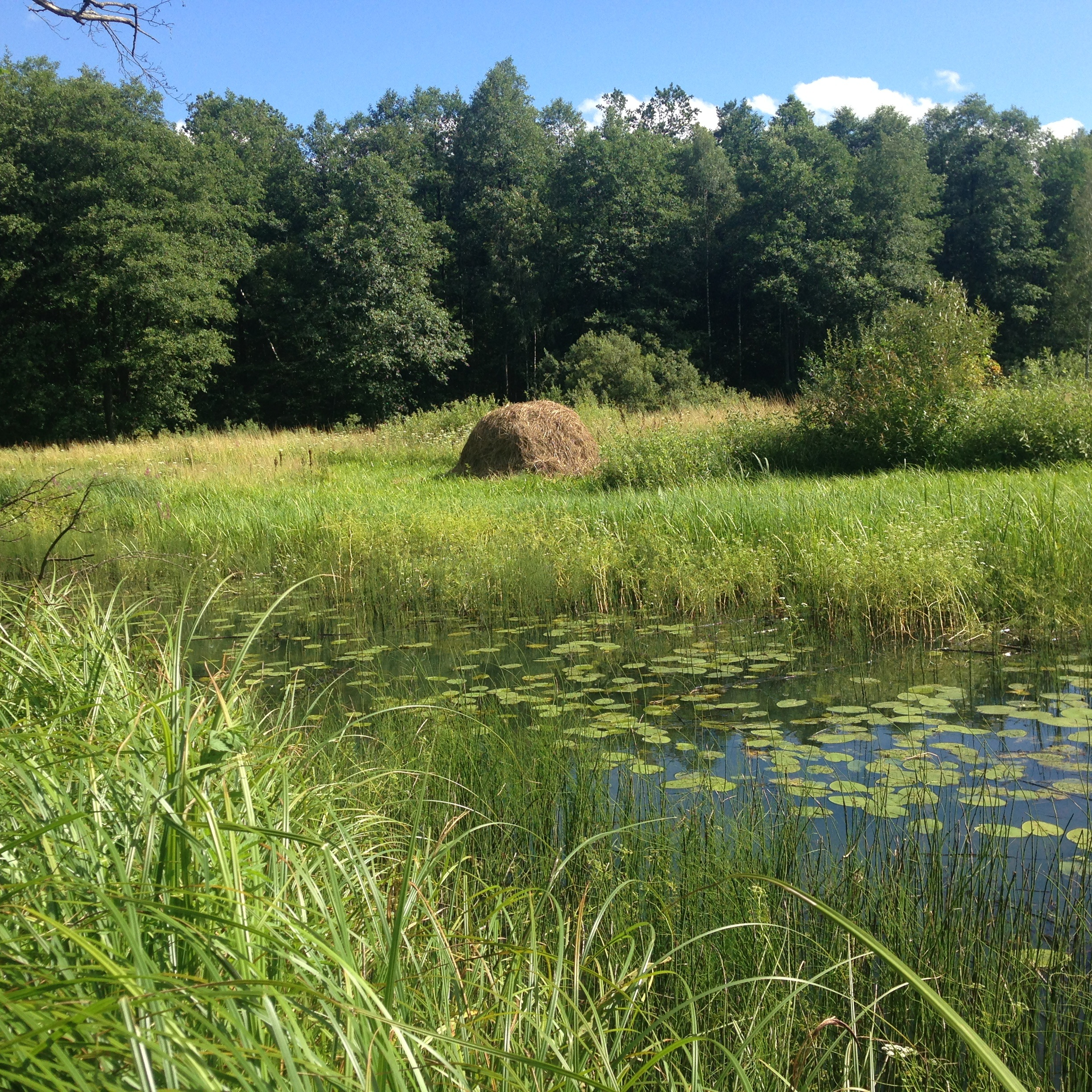
Заплава річки
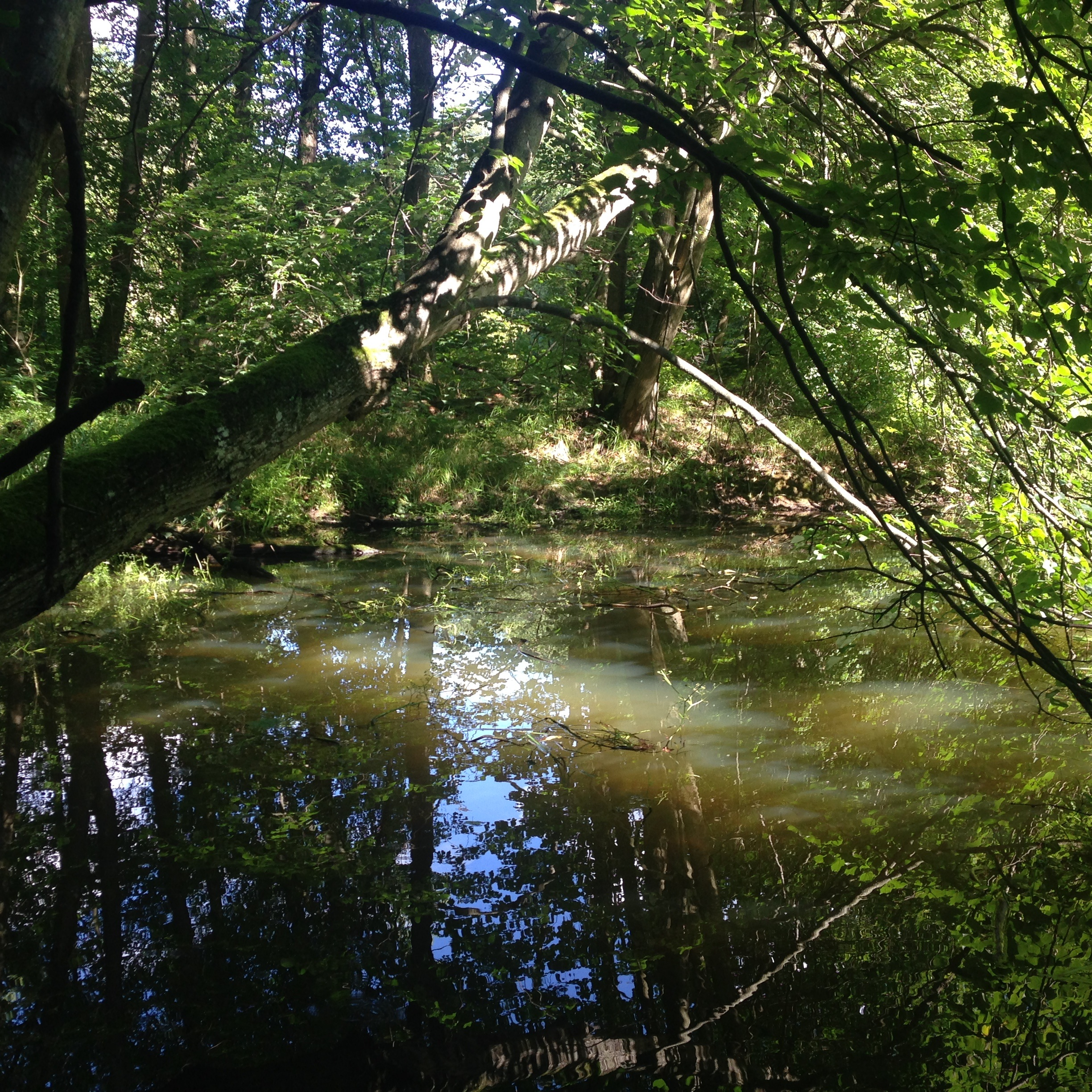
Річка Лісова